# Warnécourt
Warnécourt é uma comuna francesa na região administrativa de Grande Leste, no departamento das Ardenas. Estende-se por uma área de 5,36 km². Em 2010 a comuna tinha 395 habitantes (densidade: 73,7 hab./km²).